# Lona Andre
Lona Andre, nata Launa Anderson (Nashville, 2 marzo 1915 – Los Angeles, 18 settembre 1992), è stata un'attrice statunitense.

## Biografia
Fu tra le premiate delle WAMPAS Baby Stars del 1932 e si classificò al secondo posto nel concorso organizzato dalla Paramount per il ruolo della "donna pantera", vinto da Kathleen Burke, ottenendo tuttavia un contratto dalla casa di produzione. Il suo primo film fu The Misterious Rider (1933), cui seguirono poco meno di 50 interpretazioni in ruoli minori, tranne che in Pantere rosse e in Death on the Air (1936), oltre che in Slaves in Bondage (1937).
La sua ultima apparizione, per altro non accreditata, avvenne nel film Two Knights from Brooklyn (1949), dopo il quale abbandonò le scene dedicandosi con successo all'attività di imprenditrice nel settore immobiliare.
La sua vita sentimentale fu movimentata. Nel 1933 annullò all'ultimo momento il matrimonio già fissato con l'attore James Dunn, e nel 1935 sposò l'attore Edward Norris, ma si separò dopo soli quattro giorni. Altri due matrimoni, nel 1942 e nel 1947, ebbero breve durata.
Morì a Los Angeles nel 1992 e fu sepolta nel Forest Lawn Memorial Park di Glendale.

## Riconoscimenti
- WAMPAS Baby Star nel 1932

## Filmografia parziale
- Take a Chanche, regia di Monte Brice e Laurence Schwab (1933)
- The Misterious Rider (1933)
- The Women Accused (1933)
- School for Girls (1934)
- Come On, Marines!  (1934)
- Border Brigands (1935)
- Il giovane timido (1935)
- Pantere rosse (1936)
- Death on the Air (1936)
- Allegri gemelli (Our Relations), regia di Harry Lachman (1936)
- Slaves in Bondage (1937)
- Trailin' Trouble (1937)
- Race Suicide (1938)
- Sunset Murder Case (1938)
- You're the One (1941)
- Taxi, Mister, regia di Kurt Neumann (1943)
- The Case of the Baby Sitter (1947)